# Rydberg (cràter)
Rydberg és un cràter d'impacte situat a la cara oculta de la Lluna, localitzat una mica més enllà dels llimbs sud-oest. Es troba al sud de la Mare Orientale, a la falda exterior de material expulsat que envolta la gran mar circular. Just al sud-est hi ha el cràter Guthnick.

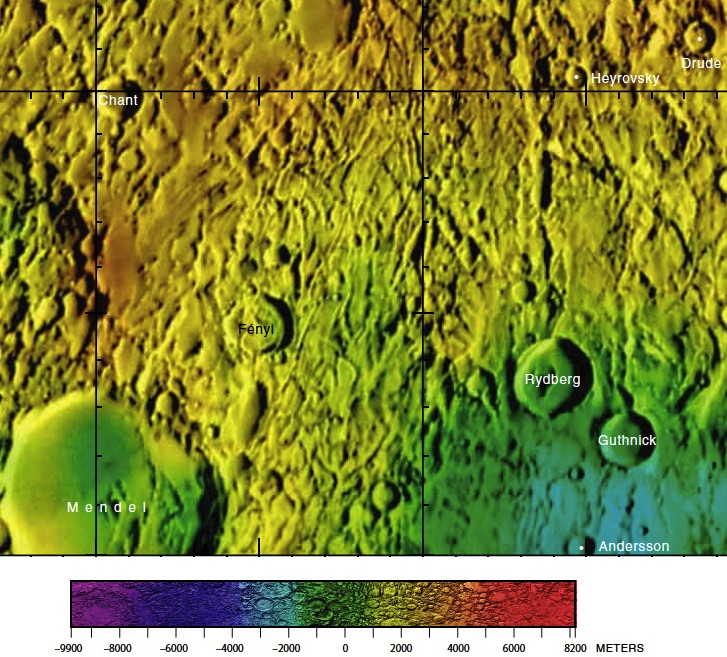
Localització de Rydberg (inferior dret de la imatge)
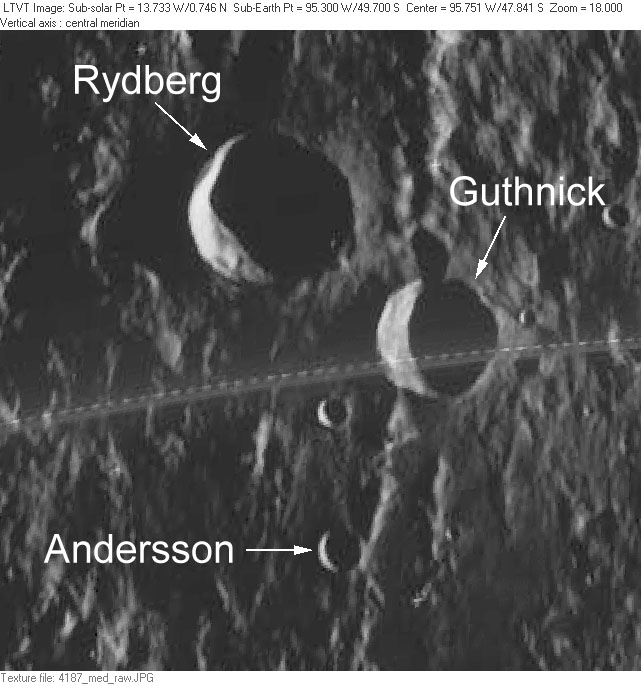
Rodalies de Rydberg
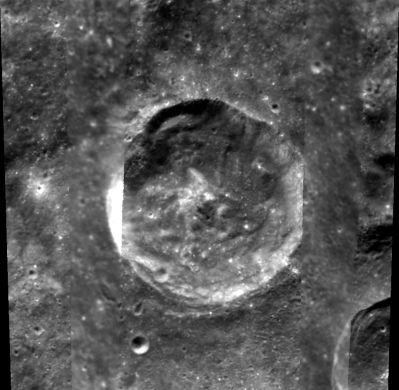
Fotografia de la missió Clementine (1994)

Aquesta és una formació poc erosionada, amb una vora relativament aguda. Les parets interiors presenten algun sector amb terrasses, amb acúmuls de materials desplomats al peu de la base dels talussos. Al punt mig de l'interior presenta una carena central, amb una franja baixa que s'acosta cap a l'interior de la paret sud.
El cràter és a prop del centre de la Conca Mendel-Rydberg, una depressió de 630 km d'amplitud formada per un impacte del Període Nectarià.
Porta el nom del físic suec Johannes Rydberg.